# Furadouro
Furadouro ist eine Gemeinde (Freguesia) im portugiesischen Kreis (Município) Condeixa-a-Nova. In ihr leben 183 Einwohner (Stand 19. April 2021).

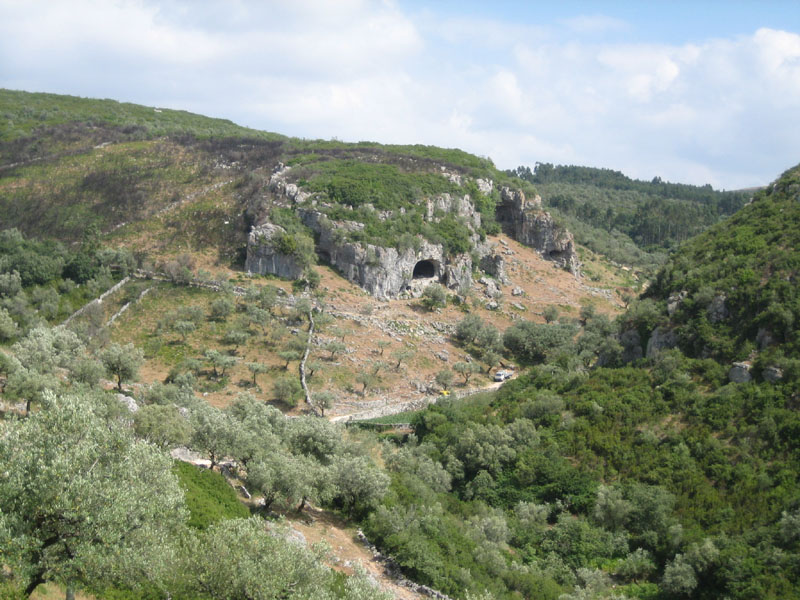
Buracas do Casmilo

Die Gemeinde liegt im gebirgigen Süden des Kreises, der von Landwirtschaft und Subsistenzwirtschaft geprägt ist. Die Pfarrkirche des Ortes wurde im 17. Jahrhundert errichtet und im 20. Jahrhundert erneuert.
Im Gemeindegebiet befindet sich die geologische Formation der Buracas do Casmilo.